# Sokole Góry (osada leśna)
Sokole Góry – osada leśna w Polsce położona w województwie śląskim, w powiecie częstochowskim, w gminie Olsztyn.
W latach 1975–1998 miejscowość położona była w województwie częstochowskim.